# Marc Okrand
Marc Okrand, född 1948, är en amerikansk lingvist och skaparen av klingonska. Han anlitades av Paramount Pictures för att hitta på ett språk till den utomjordiska rasen klingoner i filmerna Star Trek III, Star Trek V - Den yttersta gränsen och Star Trek VI - The Undiscovered Country. Dessutom hittade han på en del av språket Vulcan för Star Trek II Khans vrede.

## Bakgrund
Marc Okrand har skrivit The Klingon Dictionary (1985) som är den grundläggande källan för klingonska. Men han har även skrivit böckerna The Klingon Way (1996) och Klingon for the galactic traveler (1997).
Marc Okrand har doktorerat i lingvistik med en avhandling om det amerikanska indianspråket mutsun. Klingon har hämtat några få drag och ljud från indianspråk, men uppvisar alltför stora skillnader för att kunna sägas vara en variant av något indianspråk. Marc Okrand är fortfarande aktiv i utvecklingen av klingonska.
Okrand har också skapat atlantiska för Disney-filmen Atlantis - En försvunnen värld. Det språket skiljer sig från klingonska genom att vara ett försökt till ett urspråk (proto-språk) - ett språk som skulle kunna vara alla språks moder. Okrand använde sig bland annat av protoindoeuropeiska och protosinotibetanska för att få språket att vara uråldrigt och besläktat med nutida språk.